# Yerzhan Shynkeyev
Yerzhan Shynkeyev (Karagandá, URSS, 4 de marzo de 1985) es un deportista kazajo que compitió en judo. Ganó cuatro medallas de bronce en el Campeonato Asiático de Judo entre los años 2011 y 2016.

## Palmarés internacional
| Campeonato Asiático | Campeonato Asiático  | Campeonato Asiático | Campeonato Asiático |
| Año                 | Lugar                | Medalla             | Categoría           |
| ------------------- | -------------------- | ------------------- | ------------------- |
| 2011                | Abu Dabi (EAU)       | Medalla de bronce   | +100 kg             |
| 2013                | Bangkok (Tailandia)  | Medalla de bronce   | +100 kg             |
| 2015                | Kuwait (Kuwait)      | Medalla de bronce   | +100 kg             |
| 2016                | Taskent (Uzbekistán) | Medalla de bronce   | +100 kg             |